# Duomo di Bomarzo
Il duomo di Bomarzo, dedicato a Santa Maria Assunta in Cielo, è la parrocchiale di Bomarzo, in provincia e diocesi di Viterbo; fa parte della zona pastorale di Viterbo

## Storia
L'evangelizzazione di Bomarzo deve risalire ad un periodo molto antico se già nel VI secolo possedeva un vescovo ed un capitolo. Lo storico Flavio Biondo ipotizza addirittura che papa Sabiniano, pontefice dal 604 al 606, sia nato proprio a Bomarzo. Da ciò possiamo arguire che già in epoca bizantina il borgo fosse anche provvisto di una chiesa di una certa importanza, costruita in stile paleocristiano. In età carolingia il duomo venne probabilmente modificato, come dimostrano alcuni elementi architettonici risalenti al VII-IX secolo.
La struttura attuale risale al XV secolo e risente dello stile di Filippo Brunelleschi che in quel periodo operava a Firenze. Nel 1546, sotto la loggia della facciata, fu scavato un pozzo a beneficio della comunità bomarzese. L'opera, voluta dal defunto signore di Bomarzo Giovanni Corrado Orsini, fu completata dalla di lui nuora Giulia Farnese mentre suo marito, Pietro Francesco detto Vicino, era in Germania a combattere per Carlo V. Ulteriori modifiche si ebbero nel Seicento, quando furono completate la facciata e la gradinata di accesso.

## Descrizione

### Esterno
La facciata, dalle linee sobrie e semplici, è caratterizzata da un'elegante scalinata a ferro di cavallo, risalente al XVII secolo. Altri elementi salienti sono le porte, ingentilite da dei lacunari classicheggianti, ed i pignoni inseriti nel secondo ordine, contemporaneo alla gradinata.

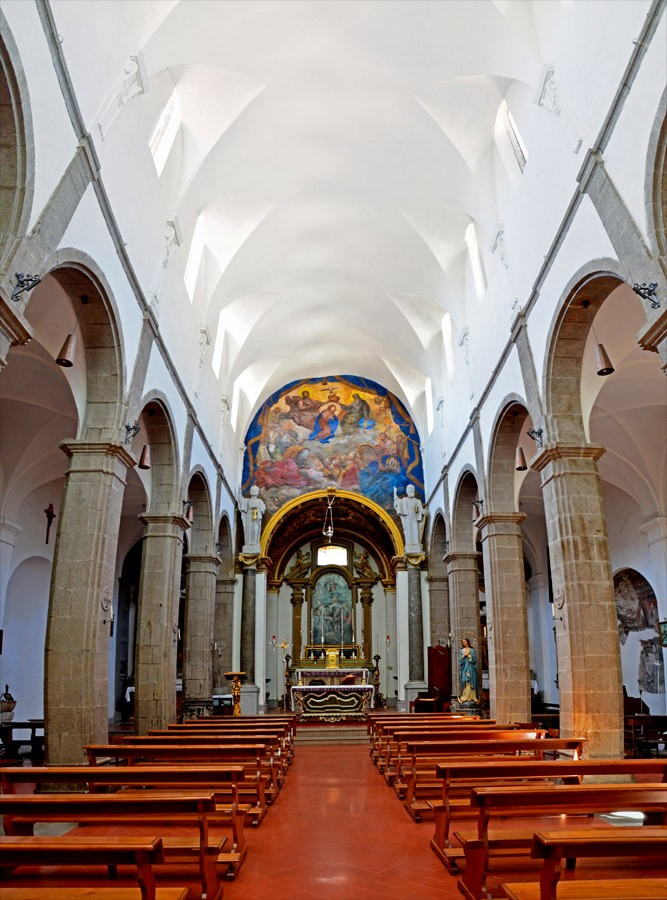
L'interno del duomo.

### Interno

#### Navata centrale
L'interno della chiesa è a tre navate divise da pilastri in peperino, e si accorda bene con l'austerità e l'eleganza dell'esterno. Nell'altare maggiore è inserita una pregevole pala raffigurante Sant'Anselmo che sostiene la città di Bomarzo e la rivolge alla Vergine Assunta, a cui è dedicato il duomo. Sotto l'altare sono custodite le spoglie del santo stesso. Sulle pareti del presbiterio sono raffigurate scene della vita della Vergine (XVI secolo) ed il miracolo operato da Sant'Anselmo per liberare Bomarzo da Totila. Il soffitto dell'abside raffigura invece lo stemma degli Orsini affiancato da dei medaglioni con le raffigurazioni degli Evangelisti. Sull'arco di trionfo è invece raffigurata l'incoronazione della Vergine, attorniata da angeli e santi (XVII secolo). La tempera è affiancata dalle statue dei Santi Pietro e Paolo sorrette da dei capitelli di epoca romana.

#### Navata destra
In fondo alla navata, inserito in una nicchia, è raffigurato il martirio di San Sebastiano, risalente agli inizi del secolo XVI e mutilo in alcune sue parti. Sotto a questo altare era custodito, fino al 1647, il corpo di Sant'Anselmo. Sulla parete destra sono poi presenti una tela raffigurante la Vergine del Rosario (XVI secolo), una Maestà di scuola umbra (XV secolo) ed un sarcofago romano in marmo con coperchio di epoca carolingia, inserito in una piccola abside ricavata dal muro perimetrale. Sopra il confessionale fa mostra di sé una tela raffigurante Sant'Anna e la Vergine bambina di scuola lombarda (XVII secolo).

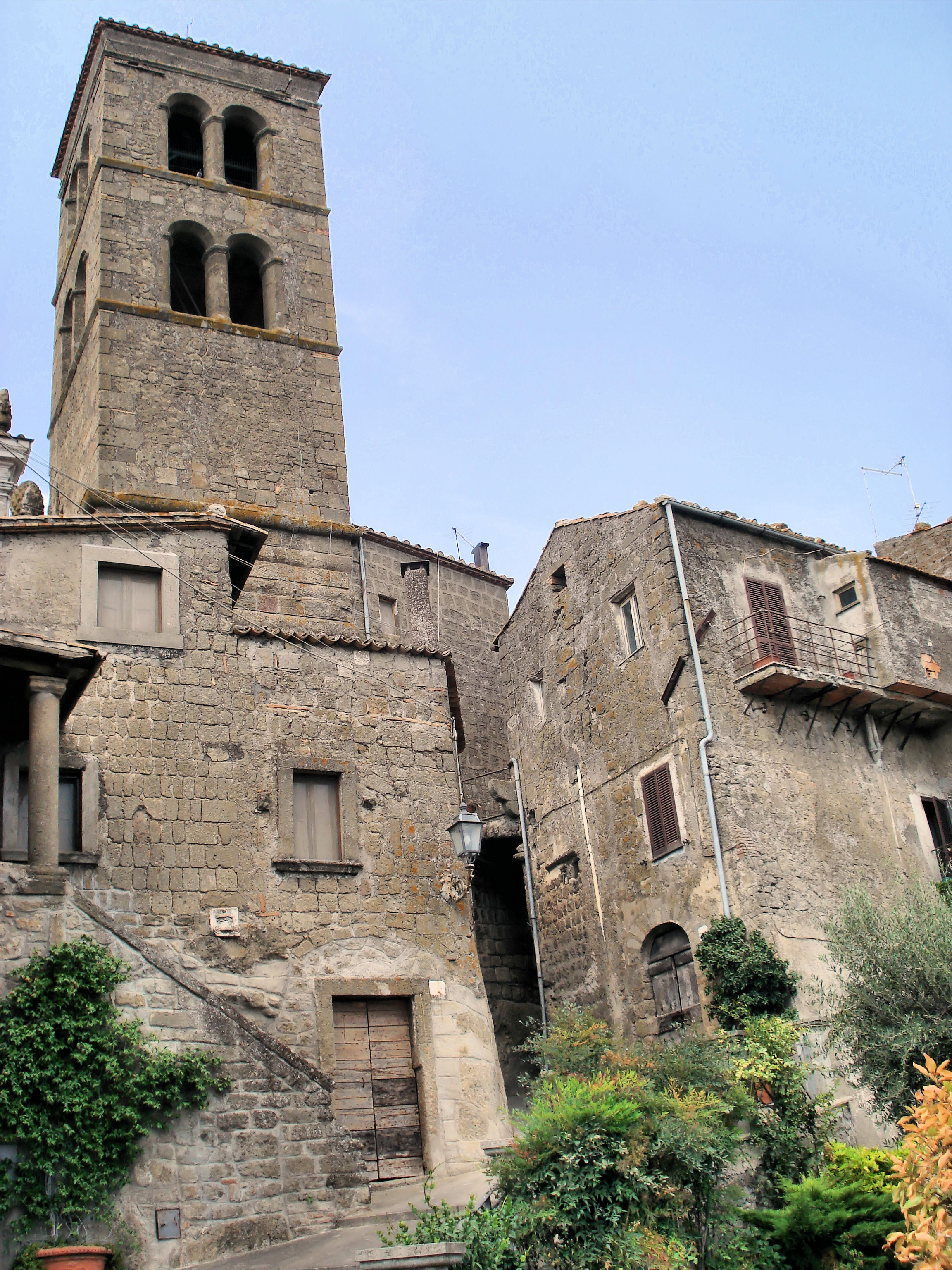
Il campanile visto dalle vie di Bomarzo.

#### Navata sinistra
In fondo alla navata si trova l'altare della Madonna del Rosario, attorniato da lacunari contenenti le raffigurazioni dei Misteri del Rosario. L'opera risale al Quattrocento, ma non è completamente leggibile a causa di un altare marmoreo appostovi in epoca successiva. Sopra la porta dell'attuale sacrestia, un tempo adibita a battistero, si trovano l'affresco del Battesimo di Gesù ed una tela dell'Assunzione di Maria (XVII secolo), inserita in una ricca cornice barocca. In una piccola abside ora utilizzata come battistero trova posto un'acquasantiera sostenuta da un capitello di epoca carolingia. Sulla parete sinistra trovano inoltre posto una tela raffigurante il martirio di San Giovanni Battista (XVI secolo) ed una San Carlo Borromeo, provenienti ambedue dalla Chiesa della Misericordia. Si possono ammirare inoltre l'altare di San Giuseppe, con tracce di affreschi, e quello della Madonna del Pozzarello, portata nel Duomo nel 1933 in seguito all'abbandono dell'omonima chiesa.

### Campanile
La torre campanaria, eretta su una struttura di origine etrusca, è costruito in blocchi di peperino. L'unica particolarità è rappresentata da una lapide romana raffigurante un uomo ed una donna, che è stata inglobata nella struttura del campanile.